# Lerista praefrontalis
Lerista praefrontalis — вид сцинкоподібних ящірок родини сцинкових (Scincidae). Ендемік Австралії.

## Поширення і екологія
Lerista praefrontalis відомі з типової місцевості, розташованої на острові Кінг-Холл в регіоні Кімберлі у Західній Австралії.